# Transportadora Brasileira Gasoduto Bolívia-Brasil S/A
A Transportadora Brasileira Gasoduto Bolívia-Brasil S.A. (TBG) é uma sociedade anônima de capital fechado, com sede na cidade do Rio de Janeiro. É a proprietária e a operadora, em solo brasileiro, do Gasoduto Bolívia-Brasil. 
A sociedade tem como acionistas a Petrobras (51%), a BBPP Holdings (29%), a Yacimientos Petroliferos Fiscales Bolivianos — YPFB (19,88%) e Corumbá Holding S.À.R.L (0,12%). A BBPP Holdings, por sua vez, tem seu capital igualmente dividido por três outros grupos empresariais: British Gas Americas Inc., El Paso Energy e Broken Hill Proprietary Company (BHP). 
Em julho de 2019, a Petrobras assinou Termo de Compromisso de Cessação que prevê a venda do controle da TBG até 2021. A TBG é a última grande transportadora de gás ainda controlada pela Petrobras.
O Gasoduto da TBG, com 2 593 km de extensão, transporta o gás natural que vem da Bolívia até o mercado brasileiro, passando por 136 municípios de cinco estados: Mato Grosso do Sul, São Paulo, Paraná, Santa Catarina e Rio Grande do Sul.

## Fundação
A TBG foi fundada em 18 de abril de 1997, para empreender a construção do lado brasileiro do enorme gasoduto e começar a operá-lo em um prazo pequeno. Na Bolívia, formou-se a empresa Gas TransBoliviano S.A. (GTB).